# 손니 알리

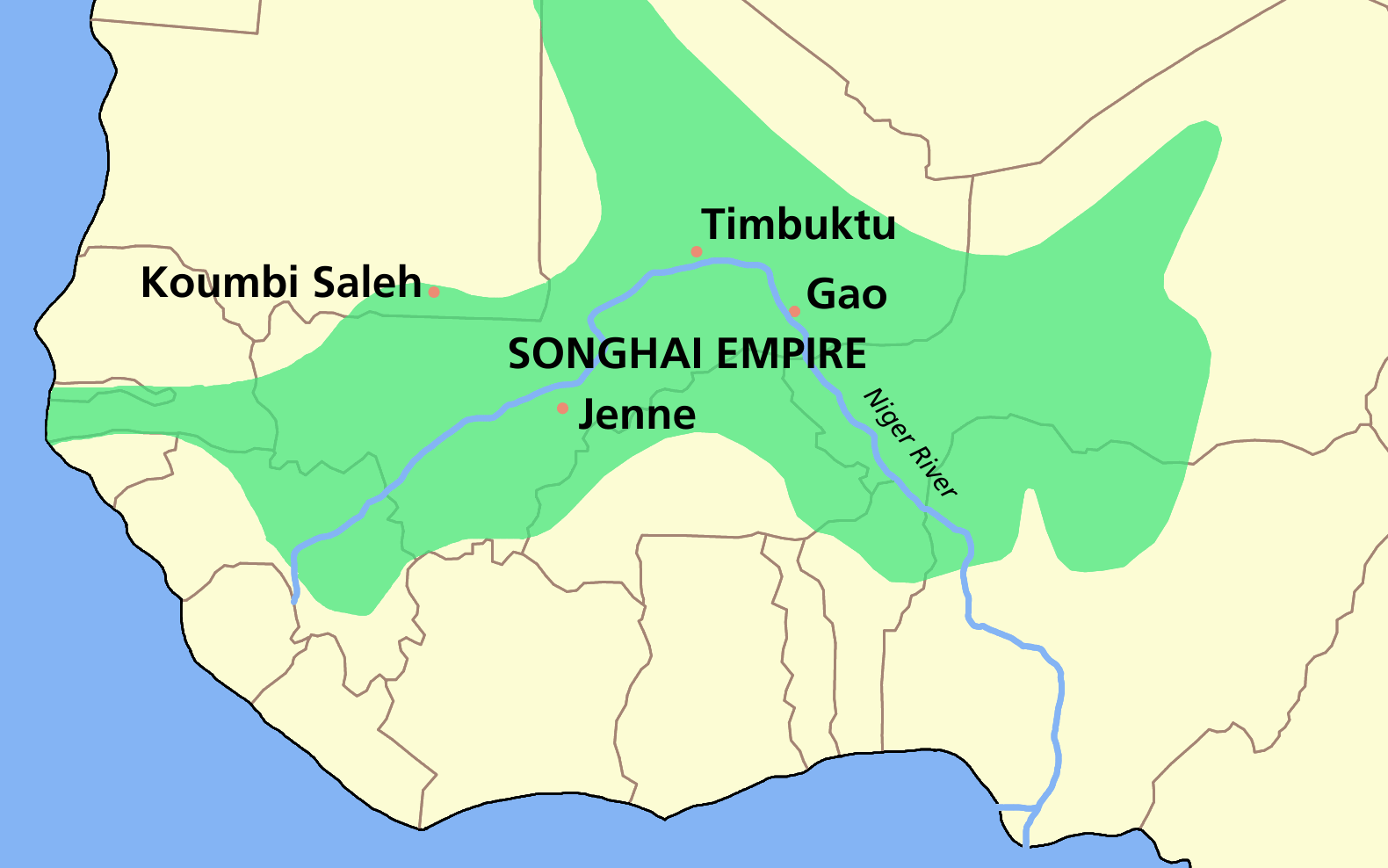
손니 알리왕 지배 시기의 송가이 제국 (1500년대)

손니 알리(Sonni Ali Ber, Sunni Ali Ber)는 1464년부터 1492년까지 재위한 송가이 제국의 황제였다. 손니 알리는 송가이 제국의 첫번째 황제였으며 제국을 매우 부유하게 만들었고, 팀북투에는 8만 명이 살고 200개의 학교가 존재했다.
또한 투아레그족과 모시족을 추방하고 니제르강 상류에서 중류 지역에 일대 제국을 구축했는데 무하마드는 광대한 통치조직을 확립하고 과세제도를 정비하여 국가재정을 안정시켰다. 또 이슬람교를 허용해 사하라를 통한 교역은 활발해졌고, 젠네, 통부크투, 우알라타 등의 도시는 교역·종교·학문의 중심지가 되었다.
16세기 초 남쪽의 카치나, 자리아, 카노의 하우사족 등 여러 국가를 정복하여 영토는 대서양 연안까지 이르렀으며 북방에서는 투아레그족의 근거지 에일과 아가데스를 점령했다.
1492년 11월 6일, 메카 순례를 하고 돌아오던 중 말에서 떨어져 코니강으로 익사했다.